# Монтероссо-аль-Маре
Монтероссо-аль-Маре (італ. Monterosso al Mare, ліг. Monterosso) — муніципалітет в Італії, у регіоні Лігурія, провінція Спеція.
Монтероссо-аль-Маре розташоване на відстані близько 350 км на північний захід від Рима, 65 км на південний схід від Генуї, 15 км на північний захід від Спеції.

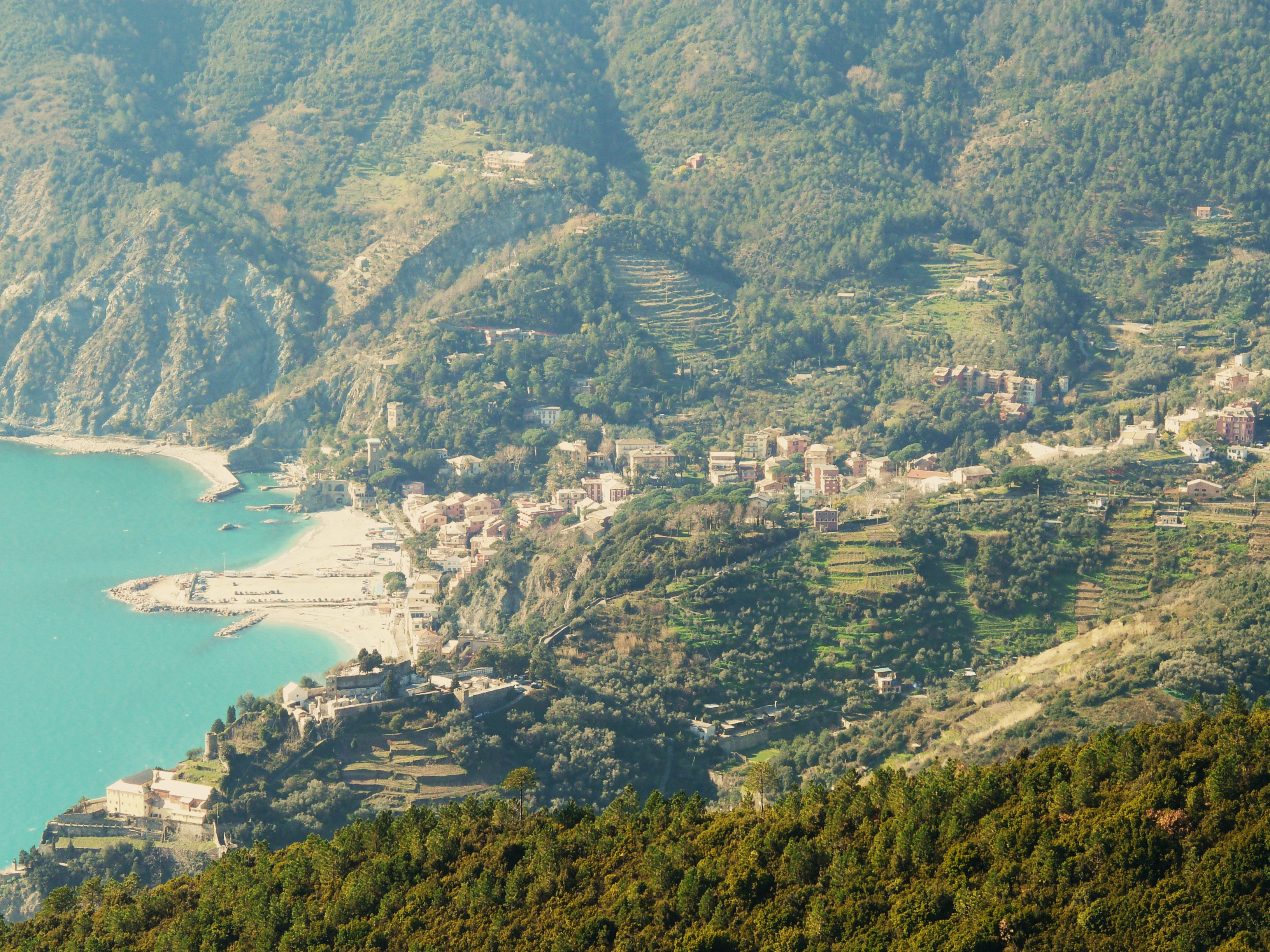

Населення — 1476 осіб (2014).

## Демографія
Населення за роками:

Станом на 1 січня 2023 року в муніципалітеті офіційно проживало 117 іноземців з 27 країн, серед них 24 громадяни країн Євросоюзу та 1 громадянин України.

## Сусідні муніципалітети
- Леванто
- Піньоне
- Вернацца

## Міста-побратими
- Сен-Жене-Шампанель, Франція (2003)